# Je sais tout (revistă)
Je sais tout a fost o revistă franceză fondată de Pierre Lafitte în 1905. În paginile ei au fost publicate operele literare ale lui Maurice Leblanc, în special aventurile lui Arsène Lupin. Ea apărea la data de 15 a fiecărei luni, dar publicarea sa a fost întreruptă din august 1914 până la sfârșitul anului 1914. Revista avea un format de 17.5 cm x 24.5 cm și conținea mai mult de 100 de pagini. Logo-ul revistei a fost realizat de Jules Alexandre Grün. Tirajul său inițial era estimat la aproximativ 250.000 de exemplare.

## Concept
Inventatorul conceptului revistei, și anume a „formulei sportive și recreative,” ilustrate cu fotografii cu La Vie au grand air, în 1898, Pierre Lafitte a lansat conceptul unei reviste inovatoare, numită „de cultură generală”, care se adresează publicului larg sau familiei, fără a fi totuși un adevărat pionier.
De fapt, încă din 1891, The Strand Magazine oferea publicului britanic un cocktail de seriale ilustrate și informații generale, urmat apoi de un nou „concurent,” realizat de revista americană National Geographic Magazine, în 1905, ilustrată în același format, urmată ulterior de revista ilustrată |, din Germania, care a evoluat și ea într-o revistă culturală. Trebuie remarcat faptul că edițiile Larousse publică reviste enciclopedice și generale din 1898, cu diferite grade de succes. În ceea ce privește revista Știință și viață, aceasta nu a fost lansată decât în 1913.

## Listă de contribuitori notabili

### Scriitori
- Frédéric Boutet
- Jules Clarétie
- Michel Corday
- Maurice Dekobra
- Jacques des Gachons
- Georges d'Esparbès
- Arthur Conan Doyle
- Camille Flammarion
- Sacha Guitry
- Bernhard Kellermann
- Henri Lavedan
- Maurice Leblanc
- Camille Lemonnier
- Gaston Leroux
- Maurice Level
- Amélie Murat
- Gaston de Pawlowski
- Henri de Régnier
- Maurice Renard
- Jacques Richepin
- Jean Richepin
- J.-H. Rosny aîné
- Clément Vautel
- H. G. Wells

### Ilustratori
- Charles Atamian
- Louis Bailly (1914-1918)
- Jacques Branger
- Roger Broders
- Jacques Camoreyt (1905)
- Leonetto Cappiello
- André Devambez
- Géo Dupuis (1914)
- Georges Dutriac (1923)
- Abel Faivre (1905)
- Léon Fauret
- Léo Fontan
- Jean-Louis Forain (1920)
- William Frederick Foster (1918)
- Géo Gaumet
- Charles Dana Gibson
- Jules Grün
- Percy Bell Hickling (1910)
- Charles Hoffbauer
- František Kupka
- Fabius Lorenzi (1920)
- Félix Lorioux (1921)
- René Lelong
- Maurice Leroy
- Daniel de Losques
- Serafino Macchiati (1906-1912)
- Louis Morin
- Manuel Orazi
- Georges d'Ostoya [Stoya]
- Pierlis (1912)
- Raylambert
- Georges Scott
- Sem
- José Simont
- Maurice Toussaint
- Simon Harmon Vedder (1909)
- Jacques Wély (1905-1909)
- Henri Zo

## Povestiri cu Arsène Lupin publicate

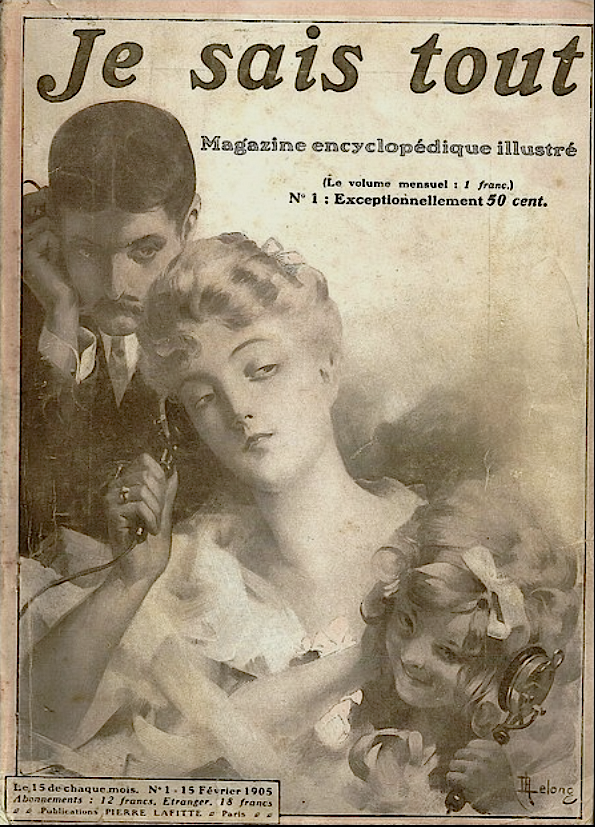
Coperta primului număr din februarie 1905

- Arsène Lupin gentleman cambrioleur, publicată în nouă părți în numerele 6, 11, 12, 13, 15, 16, 17, 18 și 28, din iulie 1905 în mai 1907
- Arsène Lupin contre Herlock Sholmès, publicată în două părți din noiembrie 1906 în octombrie 1907
- Arsène Lupin și enigma acului scobit, publicată din noiembrie 1908 în mai 1909
- Les Confidences d'Arsène Lupin, publicată în nouă episoade din aprilie 1911 în iunie 1913